# Conophymacris conicerca
Conophymacris conicerca är en insektsart som beskrevs av Bi, D. och Wei Ying Hsia 1984. Conophymacris conicerca ingår i släktet Conophymacris och familjen Dericorythidae. Inga underarter finns listade i Catalogue of Life.